# Apiosordaria verruculosa
Apiosordaria verruculosa är en svampart. Apiosordaria verruculosa ingår i släktet Apiosordaria och familjen Lasiosphaeriaceae.

## Underarter
Arten delas in i följande underarter:
- maritima
- verruculosa